# تاكاتورا كوندو
تاكاتورا كوندو (باليابانية: 近藤 高虎) (مواليد 28 سبتمبر 1997) هو لاعب كرة قدم ياباني.

## وصلات خارجية
- تاكاتورا كوندو على موقع رابطة كرة القدم اليابانية للمحترفين (اليابانية)
- تاكاتورا كوندو على موقع قاعدة بيانات كرة القدم.إي يو (الإنجليزية)
- تاكاتورا كوندو على موقع Soccerway.com (الإنجليزية)